# مسجد تمبر بیگ
مسجد تمبر بیگ مربوط به دوره قاجار است و در شهرستان سقز، روستای تمبر بیگ واقع شده و این اثر در تاریخ ۱۰ دی ۱۳۸۱ با شمارهٔ ثبت ۶۸۴۸ به‌عنوان یکی از آثار ملی ایران به ثبت رسیده است.